# 中国社会工作学会
中国社会工作学会是社会工作领域中国国家一级学术团体，该学会经中华人民共和国国务院批准成立、由民政部社会工作司主管。现任会长是北京大学教授王思斌。

## 历史
2015年5月，中国社会工作学会成立后，曾承接2015、2016年中国全国社会工作职业水平考试、推动出台《志愿服务信息系统基本规范》《老年社会工作服务指南》《社区社会工作服务指南》三项行业标准、编辑出版《回顾 反思 展望——中国社会工作辉煌发展的十年（2006-2016）》。